# Bildindex
El Bildindex der Kunst und Architektur és una base de dades en línia oberta de 2,2 milions de fotografies d'1,7 milions d'obres d'art i objectes arquitectònics. El propietari i operador d'aquesta base de dades és el Centre de Documentació alemany d'Història d'Art coneguda formalment com a Bildarchiv Foto Marburg.
A més dels seus propis fons d'imatges, també hi ha disponibles en línia al voltant d'un milió d'imatges de 50 institucions associades. No totes les imatges són d'objectes alemanys. Entre 1977 i 2008, 1,4 milions de fotografies de 15 institucions diferents van ser disponibles a la microfitxa per Bildarchiv Foto Marburg  com a "Marburger Index- la llista d'art a Alemanya". Les reproduccions digitals publicades d'aquestes fotografies de microfitxes de les institucions associades originals constitueixen ara la base de l'índex d'imatges.